# پال ماسوتی
پال ماسوتی (انگلیسی: Paul Masotti؛ زادهٔ ۱۰ مارس ۱۹۶۵) 
یک بازیکن فوتبال کانادایی اهل کانادا است.